# اریک شرل
اریک شرل (آلمانی: Erik Charell; ۸ آوریل ۱۸۹۴ – ۱۵ ژوئیهٔ ۱۹۷۴) هنرپیشه و کارگردان فیلم اهل آلمان بود.
وی همچنین برندهٔ جوایزی همچون جایزه فیلم آلمان شده‌است.